# Grindr
Grindr（讀作/graɪndɚ/），是一個供男同志使用的跨平台社交軟體，屬於地理位置服務社交網路服務。名稱有「男性搜尋系統」（Guy + Finder）的意思。
此軟體主要提供行動平台使用，包括蘋果公司iOS（含iPhone、iPod Touch、iPad）、Android與BlackBerry OS。

## 歷史

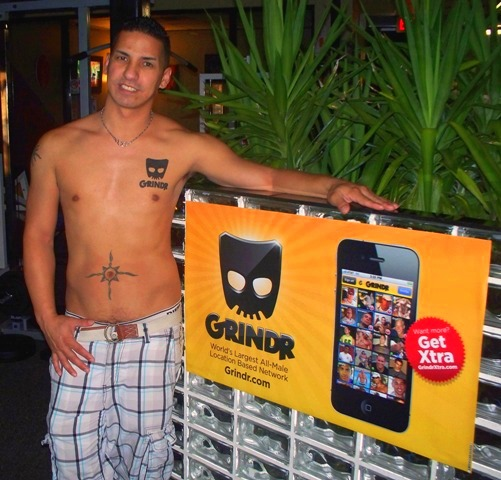
Grindr XTRA是Grindr的两个高级订阅内容之一。

Grindr的iOS版本最初由Nearby Buddy Finder, LLC於2009年3月25日發佈。免费版本展示了附近100个男人的个人资料，而訂閱版本（2.99美元月费）则没有包含广告，并将约会范围扩大到附近200个男人。最初，同志社群内，如Queerty与Joe My God等虽然观望软件的影响，但反应都是正面的。截至2009年8月，Grindr上共有200,000名用户。次年3月，这一数字增长到了500,000。
2010年3月25日，Grindr发布了黑莓手機版本。2011年3月7日，Grindr发布了Android版本。虽然使用是免费的，但是用户可以支付4.97美元月费使用软件的订阅版本Grindr XTRA。这一版本没有横幅式广告，同时可以查看更多个人资料，以及收藏更多人，并能够使用软件后台推送信息的功能。2012年6月，Grindr宣布其注册人数在192个国家总计达到了400万。
2012年1月，该应用程序安全软件中的一个漏洞使黑客能够将少数（主要是澳大利亚）Grindr用户的个人资料图片更改为露骨图像。Grindr随后开始采取法律行动，并对软件进行了更改，屏蔽了相关网站。
2013年8月，Grindr发布了更新版本，要求用户通过提供有效的电子邮件地址来验证帐户。Grindr表示，这样做是为了减少濫發電子訊息并提高軟體可移植性。批评者认为它剥夺了该应用程序的匿名性。
2013年9月30日，Grindr引入了族群选项，用户可以选取一个族群来定义自己并寻找相关类型的伴侣。这些族群包括：熊、干净整洁、大叔、深柜、极客、运动型、皮革控、小毛熊、Poz、糙汉子、跨性别和小鲜肉。用户亦可以开始过滤自己想要类型的伴侣。
在2014年3月25日，Grindr推出5年之后，该应用程序的月活跃用户超过了500万。
2016年1月，中國公司崑崙萬維以0.93亿美元收购Grindr的60%股份，2017年5月又用1.52億美元收購了Grindr剩餘的股份，成為Grindr 100%全資母公司。
2018年4月，新闻报道称Grindr将用户的 HIV 状态等数据交给了Apptimize和Localytics两家公司以优化应用。引发了用户对于数据隐私泄露风险的担忧。
2020年3月6日，昆仑万维將Grindr的98.59%的股份出售給美国公司“San Vicente Acquisition LLC”。
2022年5月，Grindr宣布将以特殊目的收购公司上市。11月，Grindr在纽约证券交易所正式上市。

## 审查与限制

无Grindr安全措施或政府限制
仅有Grindr安全措施
政府封锁（可以使用VPN绕过）)
由于美国政府制裁不可用
无数据

Grindr在下列地区由于政府限制或美国政府制裁不可用：伊朗、克里米亚、叙利亚、巴基斯坦、古巴、朝鲜和苏丹。该应用程序在下列地区被全部区域或部分区域封锁：中华人民共和国、印度尼西亚、土耳其、黎巴嫩、卡塔尔和阿拉伯联合酋长国。
2019年12月，为保护身处可能面临风险国家的LGBT用户，Grindr在部分国家推出新的安全功能，在这些地区会自动禁用距离显示。

## 資料來源
1. ↑  . 東方日報.   [2024-07-16]. （原始内容存档于2016-03-05）.
2. ↑  Kincaid, Jason. . TechCrunch. 2009-03-25  [2013-09-16]. （原始内容存档于2011-09-25）.
3. 1 2  LaVallee, Andrew. . The Wall Street Journal. News Corp. 2009-08-17  [2020-02-12]. （原始内容存档于2020-08-10） （英语）.
4. ↑  . Joemygod.blogspot.com. 2009-03-26  [2011-10-05]. （原始内容存档于2020-08-14）.
5. ↑  . Queerty（英语：Queerty）. 2009-03-26  [2011-10-05]. （原始内容存档于2018-09-18）.
6. 1 2  . South Florida Gay News（英语：South Florida Gay News）. 2010-03-25  [2020-02-18]. （原始内容存档于2020-04-11） （英语）.
7. ↑  Van Grove, Jennifer. . Mashable. 2011-03-07  [2020-02-18]. （原始内容存档于2020-02-18） （英语）.
8. ↑  Carmody, Sarah. . bent News. bent.   [2011-06-13]. （原始内容存档于2011-07-27）.
9. ↑  Allen, Danny. . Gizmodo Australia. 2012-01-20  [2013-09-16]. （原始内容存档于2012-04-03）.
10. ↑  Newton, Casey. . The Verge. Vox Media. 2013-07-26  [2020-02-12]. （原始内容存档于2017-01-01） （英语）.
11. ↑  . PR Newswire. Cision（英语：Cision）. 2013-09-30  [2014-05-06]. （原始内容存档于2014-04-01）.
12. ↑  . PR Newswire. Cision（英语：Cision）. 2014-03-25  [2020-07-05]. （原始内容存档于2021-07-13） （英语）.
13. ↑  Russell, Jon. . TechCrunch. 2016-01-11  [2016-01-12]. （原始内容存档于2017-05-09）.
14. ↑  Isaac, Mike. . The New York Times. 2016-01-12  [2021-07-27]. ISSN 0362-4331. （原始内容存档于2021-07-27） （美国英语）.
15. ↑  . Reuters.   [2021-07-27]. （原始内容存档于2021-07-27） （英语）.
16. ↑  Morrison, Caitlin. . The Independent. 2018-08-30  [2018-08-31]. （原始内容存档于2020-05-05） （英国英语）.
17. ↑  .   [2018-04-05]. （原始内容存档于2020-02-01）.
18. ↑  .   [2020-03-06]. （原始内容存档于2022-02-07）.
19. ↑  Grothaus, Michael. . Fast Company. 2022-05-10  [2022-05-12]. （原始内容存档于2022-05-12） （美国英语）.
20. ↑  Kilgore, Tomi. . MarketWatch.   [2022-11-18]. （原始内容存档于2022-11-18） （美国英语）.
21. 1 2  . Grindr.   [2023-06-12]. （原始内容存档于2022-01-27）.
22. ↑  . Securities and Exchange Commission.   [2023-06-13]. （原始内容存档于2023-10-17）.
23. ↑  . PinkNews. 2019-12-12  [2022-05-08]. （原始内容存档于2022-05-15） （英国英语）.
24. ↑   (PDF). Grindr for Equality.   [2022-05-08]. （原始内容存档 (PDF)于2022-03-25）.